# Maud Green
Maud Green, född 1492, död 1531, var en engelsk hovfunktionär och lärare. Hon var hovdam till Englands drottning Katarina av Aragonien, och mor till drottning Katarina Parr.
Hon var dotter till Sir Thomas Green och Jane Fogge, och gifte sig med Sir Thomas Parr (d. 1517). 
Hon blev hovdam hos drottning Katarina av Aragonien 1509, och fortsatte att vara det till sin död 1531. Hon beskrivs som en ovanligt välutbildad kvinna. Hon utnämndes därför till lärare i den skola för kungabarnen (Maria I av England), och ett antal adliga barn, som fanns vid hovet under Katarina av Aragoniens tid som drottning. Hon var överhuvud för skolan där hon lärde ut franska, latin, teologi, filosofi och klassikerna tillsammans med Joan Lluís Vives. 
Hon avled 1531, samma år som Henrik VIII separerade från Katarina av Aragonien. 